# Futbolniy Klub Moskva
O FC Moscou (em russo: Футбольный клуб Москва) era um clube de futebol da cidade de Moscou, na Rússia.
Desde 1924, a fábrica de automóveis Zil patrocinava o Torpedo Moscou. Com a abertura de mercado na Rússia nos anos 1990, a fábrica decidiu não mais patrocinar o clube, porém acabou ficando com o estádio dele o Estádio Torpedo de Moscou, atual Estádio Eduard Streltsov.
Após alguns anos, a empresa decidiu fundar um clube, batizando de Torpedo-ZIL. Durante um certo tempo, houve dois Torpedos na cidade de Moscou: o Torpedo-Luzhniki (atual Torpedo Moscou, que passou a mandar seus jogos no Estádio Luzhniki) e o Torpedo-ZIL (que ficou com o Eduard Streltsov).
Em 2003, o clube foi vendido a uma Companhia de Produção de Metais, sendo rebatizado para Torpedo-Metallurg. Em Julho de 2004, a administração do clube foi transferida para o governo do município de Moscou, sendo rebatizado FC Moskva ou FC Moscou.
Em 2010, após sete anos de enormes dívidas e nenhum título sequer, a diretoria do clube optou pelo fechamento do clube.

## Os apelidos
O apelido "Os Cidadãos" (em russo: Горожане) foi dado por fãs e jornalistas, devido à administração pública do clube. Já o apelido de "Os Bonés" (em russo: Кепки) deve-se ao ex-prefeito de Moscou, Yuriy Luzhkov, que normalmente aparecia utilizando o boné do clube.

### Participações Internacionais
Sua primeira aparição em competições internacionais foi na Copa Intertoto de 2006, sendo eliminado na 2ª fase pelo Hertha Berlim.